# Скандал навколо тиску Трампа на Україну
Трампівсько-український скандал (англ. Trump–Ukraine scandal) — скандал щодо дій президента США Дональда Трампа, спрямованих на схиляння української влади до співпраці з метою розслідування дій кандидата на посаду президента на виборах 2020 року від Демократичної партії Джо Байдена. Трамп заблокував, серед іншого, перерахування Україні $400 млн, поки президент України Володимир Зеленський не погодиться з ним співпрацювати.
Скандал розкрився влітку 2019 року інформатором і викликав суперечки щодо етики та законності використання Трампом коштів, схвалених Конгресом, щоб спонукати уряд іншої країни втрутитися у вибори в США заради особистої політичної вигоди президента. Скандал став причиною початку 24 вересня 2019 року процесу імпічменту проти Трампа.
5 лютого 2020 року після завершення розгляду пред'явлених звинувачень у Сенаті Трампа було повністю виправдано.